# Abu Nabil al-Anbari
Wissam Najm Abd Zayd al-Zubaydi, mais conhecido pelos seus nomes de guerra Abu Nabil al Anbari (em árabe: أبو نبيل الأنباري), Abul Mughirah al Qahtani ou Abu Yazan al-Humairi foi um comandante do Estado Islâmico do Iraque e do Levante e o líder de sua filial na Líbia. Al-Anbari foi morto por um ataque aéreo militar dos Estados Unidos em 13 de novembro de 2015.